# Владан Суботић
Владан Суботић (Београд, 13. октобар 1940 — Београд, 17. новембар 2022) био је српски уметник и творац новог правца у сликарству – поетикоарсизма.

## Биографија
Владан Суботић је дипломирао је на Академији ликовних уметности у Београду 1967. у класи професорке Љубице Цуце Сокић. Од 1969. је члан Удружења ликовних уметника Србије. На специјализацију у Париз је отишао 1973. као стипендиста владе Француске као једини са простора бише Југославије. На Академији лепих уметности Бозар се усавршавао код професора Мишела Санжијеа, Пикасовог ученика. Једини је Србин који је излагао у једној од најпрестижнијих европских галерија Папиној галерији у Риму. Добитник је бројних домаћих и иностраних признања за свој рад. Почетком 80-их је његово уметничко стваралаштво сврстано у Културно историјску баштину Југославије. Током бомбардовања 1999. је учествовао је у бројним хуманитарним акцијама за прикупљање помоћи земљи чиме је направио хуманитарни и културни мост између Италије и Србије. Његове слике су купили Франсоа Митерана, Мишел Платини, Јохан Кројф, Ђиљола Чинквети, Клаудије Кардинале, Ђина Лолобриђида и други. О његовом уметничком стваралаштву је снимљено више стотина домаћих и иностраних телевизијских емисија и неколико филмова, написано је више стотина новинских текстова у земљи и иностранству.
Ђорђе Кадијевић, историчар уметности, написао је да је Владан Суботић творац је новог правца у сликарству –ПОЕТИКОАРСИЗМА, који наглашава поетски садржај слике и њихово универзално значење. То је синтеза нежних поетских осећања у литератури, архитектури, која су пренета на платно са свим елементима сликарског израза.